# 庫爾姆山
47°13′29″N 15°45′32″E / 47.22472°N 15.75889°E

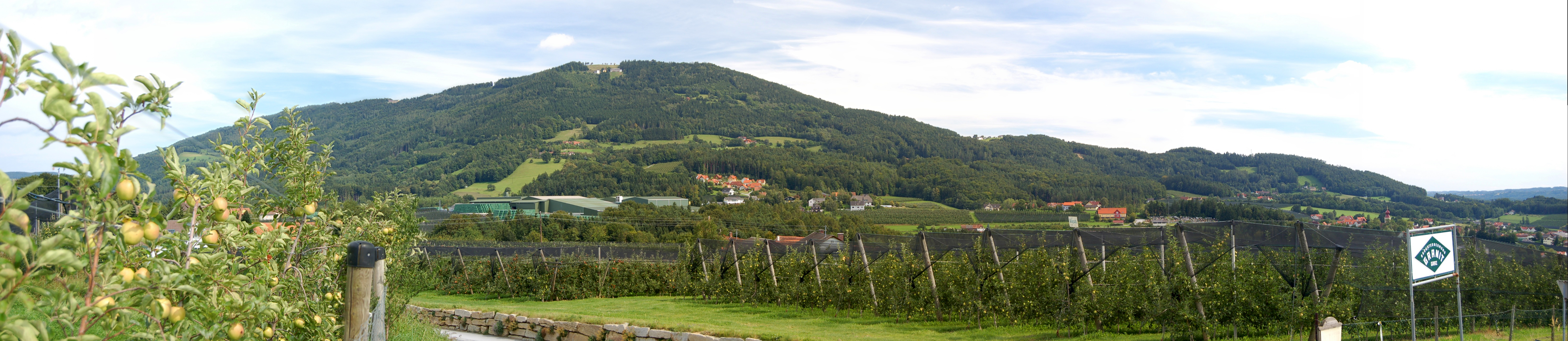

庫爾姆山（德語：Kulm），是奧地利的山脈，位於該國東南部，由施泰爾馬克州負責管轄，屬於穆爾以東前阿爾卑斯山脈的一部分，距離拉本瓦德科格爾山5.5公里，海拔高度975米，每年平均降雨量1,475毫米。